# 霍斯 (愛爾蘭)
霍斯（英語：Howth，/ˈhoʊθ/）是愛爾蘭都柏林郊外的一個村莊，是霍斯希德半島的一部分。霍斯曾是一個小漁村，現在是都柏林郊區的衛星城，有愛爾蘭最古老的建築之一霍斯城堡。